# Billlie
Billlie (кор. 빌리; стилизуется как Bi11lie  или Billlǃə; произносится как: Биллли) — южнокорейская гёрл-группа, сформированная в 2021 году компанией Mystic Story. Коллектив состоит из семи участниц: Мун Суа, Сухён, Харам, Цуки, Шион, Шиюн и Харуна. Дебют состоялся 10 ноября 2021 года с мини-альбомом The Billage of Perception: Chapter One.

## Название
«Billlie» пишется с тремя буквами «L». Слово Billlie состоит из «Bi» (비 - дождь с корейского), «11» и «lie» (ложь) — Bi11lie. Значение числа «11» было раскрыто во втором эпизоде Bi11lie. Согласно их легенде, когда колокол прозвенел 11 раз, начался фиолетовый дождь и "большое, черное и стороннее что-то" забрало Биллли. Девушки лгут о том, что произошло, чтобы сохранить странное событие в секрете. Они также показали во время своего дебютного шоу, что имя Биллли отражает их «Би-сайды, внутреннюю сущность, которая есть у каждого внутри». Они надеются сопереживать людям, выражая свои Би-сайды.

## Карьера

### Пре-дебют
До дебюта участницы были известны как Mystic Rookies — программа развития стажёров в рамках Mystic Story. 14 сентября Mystic Story объявили о планах дебюта Mystic Rookie в ноябре 2021 года. 11 октября стало известно, что группа будет называться Billlie.
До дебюта Мун Суа в течение 10 лет была трейни в YG Entertainment. Она участвовала в шоу Unpretty Rapstar 2, заняв третье место.
Сухён участвовала в шоу на выживания от Mnet Produce 101, заняв 69-е место и выбыв в 5-м эпизоде. Она также участвовала в шоу на выживания от JTBC Mix Nine и снялась в веб-дораме A-Teen в 2018 году и её продолжении в 2019 году A-Teen 2.
Харам и Цуки - бывшие стажерки SM Entertainment. Цуки работала моделью для журнала Popteen и выпустила сингл «Magic» с модельной группой MAGICOUR в 2020 году. Шион участвовала в шоу на выживания от Mnet Girls Planet 999 и была исключена в финальном эпизоде, заняв 10-е место. Шиюн участвовала в музыкальном шоу K-pop Star 5, а также работала моделью для журнала Popteen.

### 2021–2022:The Billage of Perception: Chapter One, «Snowy Night»,The Collective Soul and Unconscious: Chapter OneиThe Billage of Perception: Chapter Two

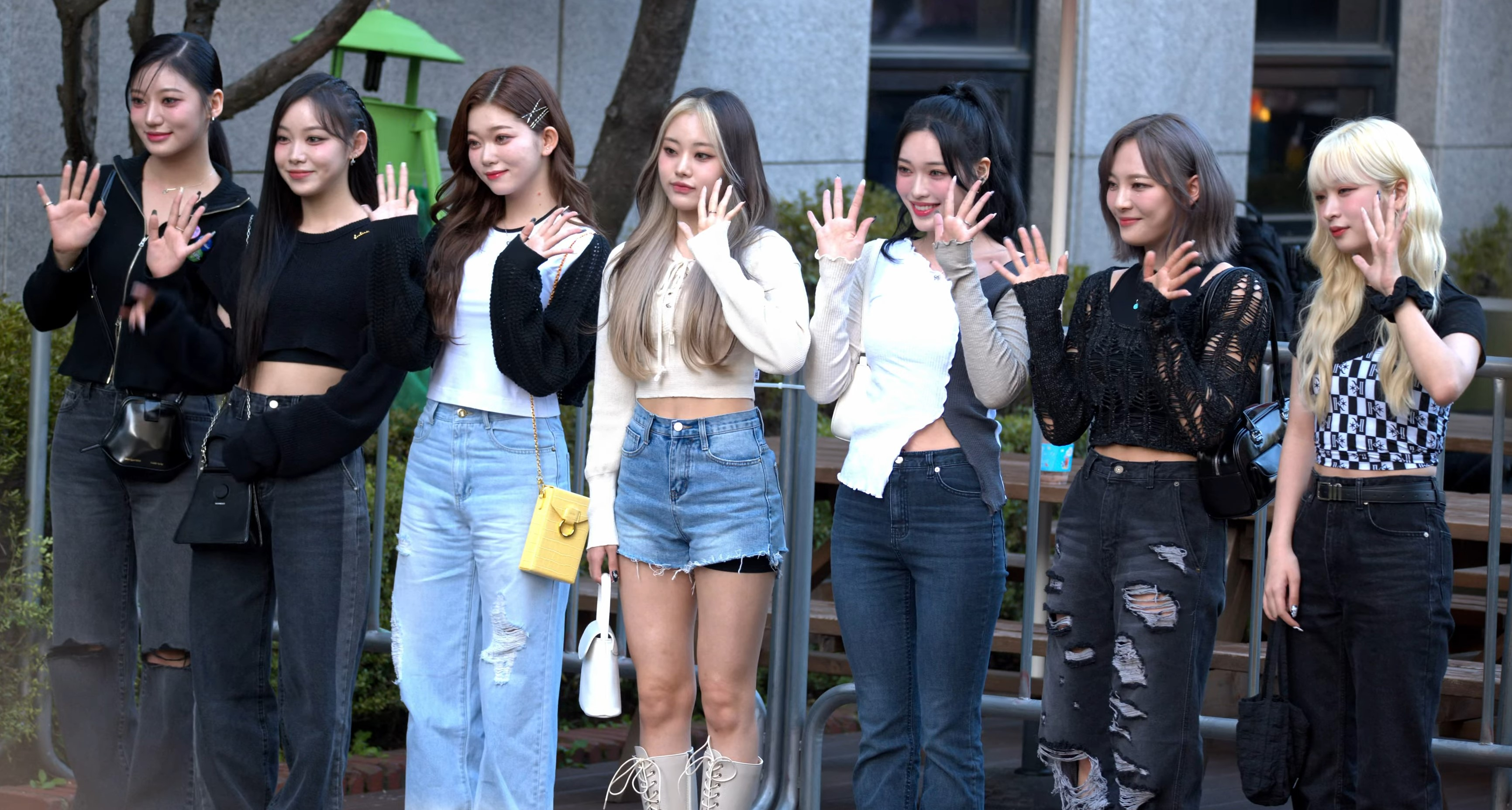
Группа по пути на Music Bank, 2 сентября 2022 года.

28 октября было объявлено, что их дебютный мини-альбом The Billage of Perception: Chapter One выйдет 10 ноября. В тот же день была выпущена песня для фанатов под названием «Flowerld», которая входит в альбом.
10 ноября был выпущен их дебютный мини-альбом The Billage of Perception: Chapter One с заглавным треком «Ring X Ring».
19 ноября было объявлено, что Ким Суён, которая участвовала в Girls Planet 999, присоединится к группе под сценическим псевдонимом Шион (션) в качестве седьмой участницы и официально присоединится к группе в следующем релизе группы. 27 ноября Шион появилась вместе с другими участницами на музыкальном шоу Show! Music Core, исполнив заглавный трек альбома.
5 декабря было объявлено, что группа выпустит сингл «Snowy Night» 14 декабря. Сингл стал первым релизом группы с участием Шион, которая присоединилась к группе 19 ноября.
11 февраля 2022 года было объявлено, что Billlie вернутся 23 февраля со своим вторым мини-альбомом The Collective Soul and Unconscious: Chapter One с ведущим синглом «GingaMingaYo (the strange world)». 1 марта группа выпустила свой первый саундтрек-альбом The Collective Soul and Unconscious: Chapter One Original Soundtrack from «What is Your B?».
8 августа было объявлено, что группа выпустит прямое продолжение своего первого мини-альбома. 16 августа было объявлено, что их третий мини-альбом The Billage of Perception: Chapter Two, с ведущим синглом «Ring Ma Bell (What a Wonderful World)», был выпущен 31 августа.
13 октября было объявлено, что Billlie проведут свой первый онлайн-XR-концерт Billlie 1st Online XR Concert в ознаменование их первой годовщины дебюта 11 и 12 ноября.

### 2023–н.в: Продолжение серии «The Billage of Perception», дебют в Японии иSide-B: Memoirs of Echo Unseen

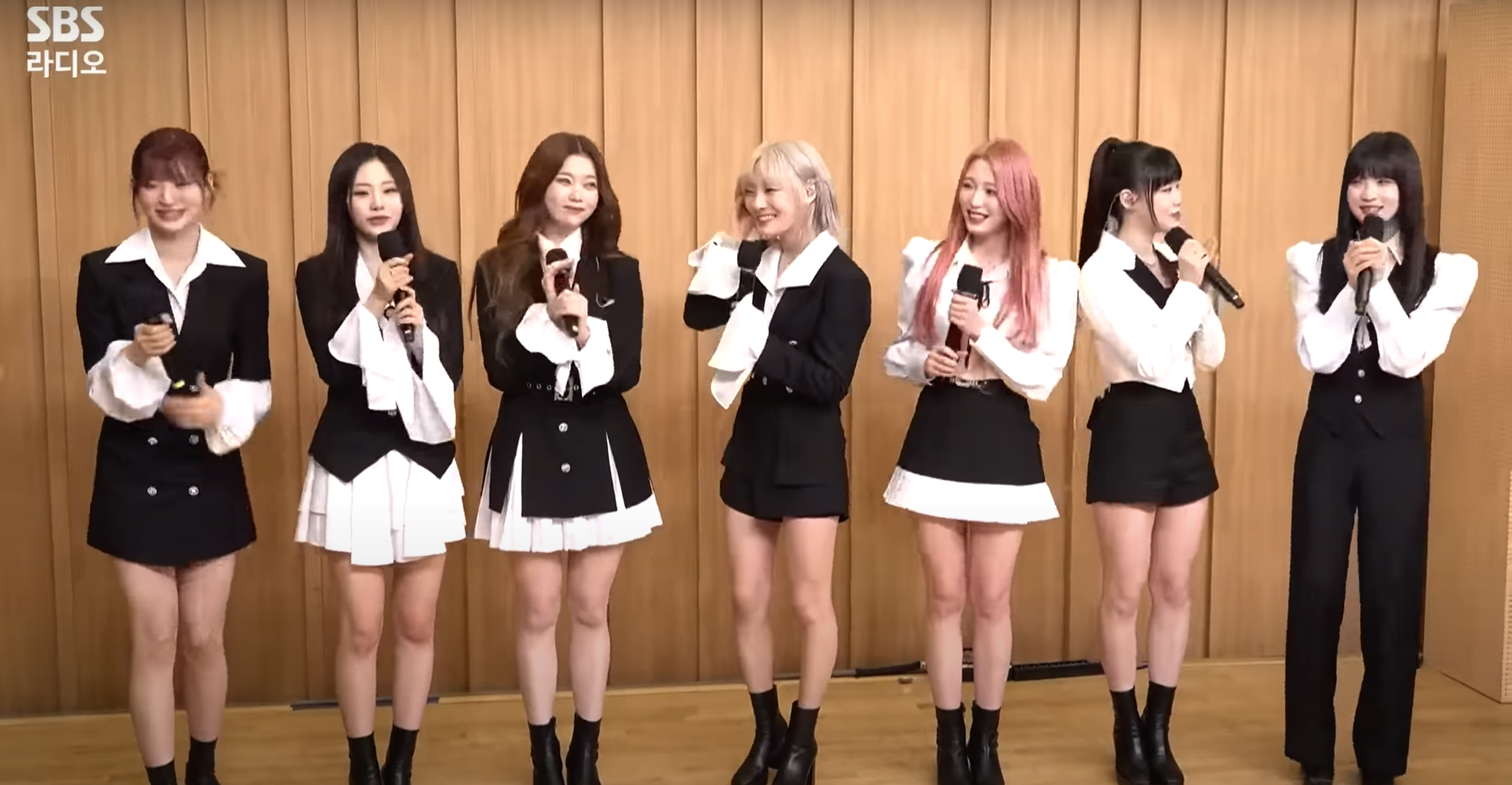
Группа на SBS Radio, 4 преля 2023 года.

7 февраля 2023 года было объявлено, что группа выпустит свой четвёртый мини-альбом. 6 марта было объявлено, что их четвёртый альбом, The Billage of Perception: Chapter Three, с ведущим синглом «Eunoia», выйдет 28 марта
20 апреля Mystic Story объявили, что деятельность группы приостановлена в связи с внезапной смертью брата участницы Мун Суа Мунбина из Astro. Впоследствии, 24 апреля, Mystic Story объявили, что промоушен для мини-альбома завершен, и что участница Мун Суа возьмет отпуск, а остальные 6 участниц продолжат свою деятельность. Также сообщается, что Цуки вернется к своей роли ведущей в Show Champion , которую она делит с другими участницами Мун Суа и Наной из Woo!ah!.
17 мая группа дебютировала в Японии с японской версией GingaMingaYo (The Strange World) -Japanese ver.-.
Группа выпустит свой второй сингл-альбом Side-B: Memoirs of Echo Unseen. Сингл «BYOB (Bring Your Own Best Friend)» вместе с его англоязычной версией был предварительно выпущен 27 сентября. Ведущий сингл «Dang! (Hocus Pocus)», вместе со всем альбомом будет выпущен 23 октября. Участницы Мун Суа и Сухён не будут участвовать в этом релизе из-за их перерывов в работе, связанными с проблем со здоровьем.

## Состав
| Сценический псевдоним | Сценический псевдоним | Имя                  | Имя              | Дата рождения | Позиция в группе                   |
| Основной              | Другой                | Русская транскрипция | Оригинальное имя | Дата рождения | Позиция в группе                   |
| --------------------- | --------------------- | -------------------- | ---------------- | ------------- | ---------------------------------- |
| Мун Суа               | Moon Sua              | Мун Су А             | 문수아           | 09.09.1999    | Главный рэпер, ведущая вокалистка  |
| Сухён                 | Suhyeon               | Ким Су Хён           | 김수현           | 15.01.2000    | Главная вокалистка, ведущий танцор |
| Харам                 | Haram                 | Ким Ха Рам           | 김하람           | 13.01.2001    | Главная вокалистка, танцор         |
| Цуки                  | Tsuki                 | Фукутоми Цуки        | 福富 つき        | 21.09.2002    | Главный танцор, саб-вокалистка     |
| Шион                  | Sheon                 | Ким Су Ён            | 김수연           | 28.01.2003    | Главный танцор, ведущий рэпер      |
| Шиюн                  | Siyoon                | Ким Ши Юн            | 김시윤           | 16.02.2005    | Главный рэпер, ведущий танцор      |
| Харуна                | Haruna                | Осато Харуна         | 大里 春菜        | 30.01.2006    | Танцор, саб-вокалистка, макнэ      |

## Дискография

### Мини-альбомы
- The Billage of Perception: Chapter One (2021)
- The Collective Soul and Unconscious: Chapter One (2022)
- The Billage of Perception: Chapter Two (2022)
- The Billage of Perception: Chapter Three (2023)